# دیدارهای فوتبال ایران و تاجیکستان
تیم ملی ایران و تیم ملی تاجیکستان تاکنون ۴ بار در مقابل یکدیگر قرار گرفته‌اند. حاصل این بازیها، ۴ برد برای تیم ملی ایران بوده است 
در این بازیها جمعاً ۱۵ گل به ثمر رسیده است که ۱۴ گل سهم تیم ملی ایران و ۱ گل سهم تیم ملی تاجیکستان می‌باشد.
این دو تیم تا بحال هیچ بازی در خاک تاجیکستان برابر هم انجام نداده‌اند.

## اولین بازی
اولین بازی بین این دو تیم در ۲۳ خرداد ۱۳۷۲ در مسابقات جام اکو ۱۹۹۳در تهران برگزار شده است که با پیروزی یک بر صفر ایران به پایان رسیده است.

## بهترین برد
بهترین برد تیم ملی ایران در برابر تیم ملی تاجیکستان با نتیجه ۶ بر ۱ در سال ۱۳۹۱ در یک دیدار دوستانه به دست آمده است.

## فاصله بین بردها
تیم ملی ایران تجربه کسب برد در چهار بازی متوالی در برابر تیم ملی تاجیکستان را دارد.

## بررسی کلی بازیها
| بردهای ایران     | ۴ بازی |                 | گل‌های ایران | ۱۴ گل                            |        | بازی‌های برگزار شده در ایران | ۳ بازی |
| مساوی            | ۰ بازی | گل‌های تاجیکستان | ۱ گل        | بازی‌های برگزار شده در کشور بی‌طرف | ۱ بازی |                             |        |
| بردهای تاجیکستان | ۰ بازی |                 |             | بازی‌های برگزار شده در تاجیکستان  | ۰ بازی |                             |        |
| مجموع بازی‌ها     | ۴ بازی | مجموع گل‌ها      | ۱۵ گل       | مجموع بازی‌ها                     | ۴ بازی |                             |        |

## عنوان بازیها
| #   | عنوان بازی            | تعداد بازی | برد ایران | برد تاجیکستان | مساوی |
| --- | --------------------- | ---------- | --------- | ------------- | ----- |
| ۱   | بازی دوستانه          | ۲          | ۲         | ۰             | ۰     |
| ۲   | مقدماتی جام جهانی     | ۱          | ۱         | ۰             | ۰     |
| ۳   | بازیهای المپیک آسیایی | ۱          | ۱         | ۰             | ۰     |
| جمع | جمع                   | ۴          | ۴         | ۰             | ۰     |

| عملکرد دو تیم در بازیهای رسمی | عملکرد دو تیم در بازیهای رسمی | عملکرد دو تیم در بازیهای رسمی | عملکرد دو تیم در بازیهای رسمی |
| ----------------------------- | ----------------------------- | ----------------------------- | ----------------------------- |
| بازی                          | برد ایران                     | برد تاجیکستان                 | مساوی                         |
| ۲ بازی                        | ۲ بازی                        | ۰ بازی                        | ۰ بازی                        |

## میزبان و میهمان
| بازیهایی که در ایران برگزار شده است       | بازیهایی که در ایران برگزار شده است | بازیهایی که در ایران برگزار شده است | بازیهایی که در ایران برگزار شده است |
| تیم                                       | برد                                 | مساوی                               | باخت                                |
| ----------------------------------------- | ----------------------------------- | ----------------------------------- | ----------------------------------- |
| ایران                                     | ۳                                   | ۰                                   | ۰                                   |
| تاجیکستان                                 | ۰                                   | ۰                                   | ۳                                   |
| بازیهایی که در تاجیکستان برگزار شده است   |                                     |                                     |                                     |
| تیم                                       | برد                                 | مساوی                               | باخت                                |
| ایران                                     | ۰                                   | ۰                                   | ۰                                   |
| تاجیکستان                                 | ۰                                   | ۰                                   | ۰                                   |
| بازیهایی که در کشوری بی‌طرف برگزار شده است |                                     |                                     |                                     |
| تیم                                       | برد                                 | مساوی                               | باخت                                |
| ایران                                     | ۱                                   | ۰                                   | ۰                                   |
| تاجیکستان                                 | ۰                                   | ۰                                   | ۱                                   |

## فهرست کلی بازیها
| # | تاریخ     | نتیجه بازی            | ورزشگاه / شهر               | عنوان بازیها           | گلزنان |
| - | --------- | --------------------- | --------------------------- | ---------------------- | --- |
| ۵ | ۱۴۰۴/۶/۱۳ | ایران - تاجیکستان     | ورزشگاه مرکزی حصار، حصار    | تورنمنت کافا ۲۰۲۵      | |
| ۴ | ۱۳۹۱/۸/۱۶ | ایران ۶ - ۱ تاجیکستان | آزادی، تهران                | بازی دوستانه           | قاسم دهنوی (۹ و ۳۰) – یعقوب کریمی (۱۲ و ۳۱) – احمد حسن‌زاده (۴۹) علیرضا عباسفرد (۸۷) ** سحیب ساوان کلوف (۶۷) |
| ۳ | ۱۳۷۹/۹/۸  | ایران ۲ - ۰ تاجیکستان | تختی، تبریز                 | مقدماتی جام جهانی ۲۰۰۲ | علی دایی (۵۵) – مهدی هاشمی‌نسب (۶۰)                                                                          |
| ۲ | ۱۳۷۷/۹/۱۹ | ایران ۵ - ۰ تاجیکستان | ورزشگاه سوپاچالاسای، بانکوک | بازی‌های آسیایی ۱۹۹۸    | علی دایی (۵ و ۷۴) – کریم باقری (۱۳) – محمد خاکپور (۱۸) علی موسوی (۵۱)                                       |
| ۱ | ۱۳۷۲/۳/۲۳ | ایران ۱ - ۰ تاجیکستان | آزادی، تهران                | جام اکو ۱۹۹۳           | علی‌اصغر مدیرروستا                                                                                           |

## گلزنان
کلا ۱۰ بازیکن با پیراهن تیم ملی ایران موفق به گشودن دروازه تیم ملی تاجیکستان شده‌اند. که علی دایی با زدن سه گل بهترین گلزن ایران در این بازیها میباشد.
۱ بازیکن از تاجیکستان هم موفق به گشودن دروازه تیم ملی ایران شده است.

### گلزنان ایران
- ۳ گل : علی دایی
- ۲ گل : یعقوب کریمی – قاسم دهنوی
- ۱ گل : علیرضا عباسفرد – احمد حسن‌زاده – مهدی هاشمی‌نسب – علی موسوی – محمد خاکپور – کریم باقری – علی‌اصغر مدیرروستا

### گلزنان تاجیکستان
- ۱ گل : سحیب ساوان کلوف